# The Partridge Family
The Partridge Family är en amerikansk TV-serie som gick i fyra säsonger åren 1970-1974. 

## Handling
Änkan Shirley har bildat en popgrupp tillsammans med sina barn och de turnerar i USA och uppträder tillsammans. Deras agent, Reuben, avskyr barn, så Danny ställer alltid till det för honom.

## Om serien
Ursprungligen var det tänkt att bara Shirley Jones skulle sjunga under seriens gång men när producenterna fick höra David Cassidys demoinspelningar av låtarna bestämde de sig för att även låta honom sjunga. Musiken från TV-serien släpptes på totalt åtta LP-skivor och många av låtarna från serien blev stora hits. Den första singeln som släpptes, I Think I Love You, såldes i över fyra miljoner exemplar och blev en listetta på Billboard Hot 100.
Under slutet av serien blev David Cassidy uttröttad och det ryktades om att Rick Springfield skulle ta över hans roll efter att inspelningen av fjärde säsongen avslutats, men så blev det inte. 

## Rollista i urval
- Shirley Jones - Shirley Partridge
- David Cassidy - Keith Partridge
- Susan Dey - Laurie Partridge
- Suzanne Crough - Tracy Partridge
- Danny Bonaduce - Danny Partridge
- Dave Madden - Reuben
- Brian Forster - Chris Partridge

## Diskografi

### Studioalbum
- 1970 - The Partridge Family Album
- 1971 - Up to Date
- 1971 - Sound Magazine
- 1971 - A Partridge Family Christmas Card
- 1972 - Shopping Bag
- 1972 - Notebook
- 1973 - Crossword Puzzle
- 1973 - Bulletin Board

### Samlingsalbum
- 1972 - At Home with Their Greatest Hits
- 1974 - The World of the Partridge Family
- 1989 - Greatest Hits
- 2000 - The Definitive Collection
- 2005 - Come On Get Happy!: The Very Best of The Partridge Family

### Singlar
- 1970 - I Think I Love You
- 1971 - Doesn't Somebody Want to Be Wanted
- 1971 - I'll Meet You Halfway
- 1971 - I Woke Up In Love This Morning
- 1972 - It's One of Those Nights (Yes Love)
- 1972 - Am I Losing You
- 1972 - Breaking Up Is Hard to Do
- 1972 - Looking Through the Eyes of Love
- 1973 - A Friend and A Lover
- 1973 - Walking in the Rain
- 1973 - Looking For A Good Time